# Curt Hasenpflug
Curt Hasenpflug (* 23. Mai 1903 in Cannstatt; † April 1945 in Dessau) war ein deutscher Jazz- und Unterhaltungsmusiker (Saxophon, Komposition, Arrangement, Orchesterleitung). 

## Wirken
Hasenpflug arbeitete nach einer gründlichen musikalischen Ausbildung in Berlin, wo er erfolgreich als Saxophon-Virtuose und Arrangeur tätig war. Im August 1936 heiratete er Liselotte Schwedler, die auch seine Textdichterin wurde. Ab Ende der 1930er Jahre war er bis Oktober 1941 als Musiker und Aufnahmeleiter bei der Schallplattenfirma Tempo beschäftigt. Unter anderem arbeitete er dort mit Horst Winter zusammen, in dessen Orchester er auch als Saxophonist wirkte. Weiterhin machte Hasenpflug Aufnahmen mit einem eigenen Studio-Ensemble. Der Bandoneon-Virtuose Fred Dömpke regte ihn zu mehreren Kompositionen für das Akkordeon an. Dann ging er zum Rundfunk; beim Deutschlandsender wurde er für das Orchester von Willi Stech und das Deutsche Tanz- und Unterhaltungsorchester engagiert. Kurz vor Kriegsende wurde Hasenpflug als Offiziersanwärter zum Kriegsdienst in die Wehrmacht einberufen; zwischen dem 14. und 21. April 1945 fiel er in Dessau.

## Lexikalische Einträge
- Jürgen Wölfer: Jazz in Deutschland. Das Lexikon. Alle Musiker und Plattenfirmen von 1920 bis heute. Hannibal, Höfen 2008, ISBN 978-3-85445-274-4.